# Château de Vennes
Le château de Vennes est une grande demeure baroque située sur le territoire de la commune de Lausanne, dans le canton de Vaud en Suisse.

## Histoire
Le territoire de Vennes, autrefois parsemé de maisons de campagne disséminées, se trouve dans la périphérie lausannoise du nord de la ville, à proximité de la route de Moudon, dite aussi route de Berne. En 1674, Sébastien de Loys obtient des droits seigneuriaux sur ces terres acquises par ses prédécesseurs. Puis la famille héritière des Loys, les Albert, vendent en 1775 cette modeste seigneurie à Jean-Abraham Meyn de Spanbroeck, fils d’un notable hollandais qui avait été receveur des Indes néerlandaises et gouverneur de Rembang sur l’île de Java. Jean-Abraham Meyn lui-même fut gentilhomme d’ambassade des Etats généraux des Provinces Unies à Constantinople, ville où il avait épousé en 1767 Elisabeth Dunant, alors âgée de quinze ans. Venu s’établir à Lausanne, il y achète en 1770 le domaine du Pavement. Devenu bourgeois de Lausanne en 1774, il est promu au rang de capitaine de dragons.
Jean-Abraham Meyn construit le château de Vennes en 1779-1780 et 1784-1787 sur le site d’une ancienne maison seigneuriale qui n’était, dit un document de 1782, qu’«une mauvaise chaumière». Les deux étapes de chantiers correspondent sans doute à la construction successive de la maison de maître, dite «château» en 1780 déjà, et de la maison du fermier, aujourd’hui La Grange. L’architecte reste inconnu.
En 1786, alors même que ces travaux sont en cours, Meyn, acquiert encore le domaine voisin, dit Vennes-Dessous-les-Roches. En 1791, il revend le château et ses dépendances à Gédéon Bauty, tout en conservant momentanément les droits seigneuriaux liés à cette terre. Meyn lui-même va s’installer dans la maison de Dessous-les-Roches, plus modeste, puis il cède les droits seigneuriaux à la Ville de Lausanne en 1795 .
Gédéon Bauty, bourgeois d’Aigle et d’Amsterdam (ce qui s’explique par le fait qu’il a été officier au service des Provinces Unies des Pays-Bas) disposait d’une fortune qui lui permit d’acquérir aussi en 1792 le domaine du Petit Bochat, entre La Conversion et Lutry ; il décède en 1820 à La Gantenaz, autre grande propriété située sur les hauts de Lutry. Préférant manifestement le paysage de Lavaux à la campagne lausannoise, Gédéon Bauty se défait du château de Vennes en 1811 en faveur des banquiers Févot et Bugnion, qui le cèdent cinq ans plus tard à un rentier anglais, Henri Jacques Lavers.
Lavers, originaire de Killington (Devonshire), obtient un permis d’établissement à Lausanne en 1817. Il ne profite cependant pas longtemps de sa propriété, puisqu’il décède le 14 mars 1819. En février 1820, sa veuve, Eliza Lavers, vend le domaine à Henry de Ruvynes, bourgeois de Lausanne et capitaine d’infanterie au service du roi d’Angleterre, qui avait épousé en 1816 à Killary (Irlande), Georgine Morris.
Puis c’est encore un anglophone, le marquis de Headfort (en:Marquess of Headfort) (Irlande), qui rachète le château en 1828. Le marquis était venu s’établir à Lausanne en 1824 déjà et semble avoir été alors déjà locataire du château, possédant au demeurant deux autres logements en ville. Mais lui aussi ne jouit pas longtemps de son bien, puisqu’il décède en décembre 1829. Son héritière, Marianne Massy, née Rosslevine, Irlandaise elle aussi, le cède deux ans plus tard, en novembre 1831, à Auguste Dardel.
Auguste Dardel, de bonne famille neuchâteloise, avait épousé Jeanne Céphise Charlotte (Jenny) de La Harpe. Demeurant en ville de Lausanne, Dardel acquiert dans le quartier de Montagibert la propriété de Rosevillard comprenant maison de maître et domaine agricole. L’achat du château de Vennes, en 1831, se fait pour un prix relativement modeste, cette demeure étant sans doute considérée comme trop éloignée de la ville pour être commode. Les fonctionnaires chargés de la révision du cadastre en 1838 corroborent cette hypothèse, puisqu’ils écrivent : «Les bâtiments de ce genre n’ont pas beaucoup de valeur dans cette localité».
Portant sans doute le même jugement, Dardel n’habita jamais le château de manière permanente. En 1838, il vend Vennes au capitaine Benjamin Turtaz, puis décède en novembre 1839.
Turtaz, issu d’une vieille famille d’Orbe, s’installe à Vennes, où il réside jusqu’en 1845, retournant par la suite en ville, dans sa maison donnant sur le chevet de la cathédrale. Il y décède en 1850.
Ses héritiers, en 1851, cèdent le domaine de Vennes à un agriculteur, Jean-Abraham Henny, précédemment fermier du domaine du château de Valency, à Lausanne. Il se contente d’exploiter le domaine, en louant le château. Celui-ci, jusqu’en 1853, est occupé par le professeur Antoine Cherbulliez, conservateur qui, à la suite de la révolution de 1846 à Genève, avait démissionné de sa chaire de droit public et d’économie politique. Il deviendra par la suite professeur d’économie politique à l’École polytechnique de Zurich.
Puis en 1856, le château abrite un institut pour jeunes handicapés mentaux que vient d’ouvrir Jacob Blumer. Il y poursuit cette tâche jusqu’en 1869, puis le château est loué à diverses personnes pour de courts séjours.
En 1858, décède l’agriculteur propriétaire. Son fils, David Henny-Duport continue à exploiter le domaine, puis le vend en 1885.
Le nouveau possesseur, Charles Ortlieb, n’est alors âgé que de 21 ans et vient d’épouser Augusta Lassueur, fille de commerçant de soierie-rubannerie établi à la rue de Bourg à Lausanne. Se forgeant une carrière d’industriel, Ortlieb se trouve successivement à la tête de plusieurs entreprises : laiterie de Vennes, fabrique d’allumettes de Béthusy, fabrique de chaux et ciment de Paudex. Passionné de musique et de théâtre, et est également fondateur, puis administrateur du commerce de musique Foetisch Frères SA. Par la suite, Ortlieb habite à la rue de Bourg dès 1888, puis quitte la Suisse en 1917; il meurt à Fontainebleau en 1923. Après son départ, le château, à nouveau loué, devient dès 1890 une pension tenue par des demoiselles, d'abord Alice Châtelain, puis Juliette et Aloïse Vuillémoz. Dès 1900, il est habité par le banquier Alfred Galland-Renevier, consul de Grande-Bretagne à Lausanne.
En octobre 1903, le domaine redevient une résidence secondaire, acquise par un  Autrichien, Jean Schmidt-Mayor, directeur des hôtels lausannois de Richemont et Beau-Site à Montbenon. Peu après son acquisition, ce propriétaire bâtit sur sa parcelle un gros immeuble locatif qu’il vend par la suite. Quant au château, on y retrouve en 1906 un pensionnat pour demoiselles, institution à laquelle met fin la Première Guerre mondiale. La vaste demeure redevient alors  momentanément clinique psychiatrique, avant de retrouver une vocation pédagogique avec l’Institut Valcreuse.
La guerre porte également un grave coup au propriétaire du château, Jean Schmidt, qui avait fait construire l’hôtel Lausanne-Palace à l’emplacement de l’hôtel Beau-Site. En raison des hostilités, la plupart des étrangers qui fréquentaient cet établissement de luxe vinrent à manquer et Jean Schmidt, ruiné, regagne en 1917 son pays d’origine, où il meurt quelques années plus tard.
Le château de Vennes, devenu propriété de la Banque cantonale vaudoise, est alors loué à Harold Trowbridge-Burrows, puis, en 1920, est acquis par Geza de Petenyi, qui y réside durant trois ans.
Dès 1923, la maison est louée au professeur René Chesaux, directeur d’un pensionnat pour enfants de parents fortunés, en majorité d’origine anglo-saxonne. La vente en 1930 de la propriété à M. Gallati, de Glaris, ne change guère, provisoirement, l’affectation de la demeure, mais en 1934, on y trouve un institut de jeunes gens, dirigé par Karl Schmidt-Rossi, établissement qui déménagera à Lutry en 1947.

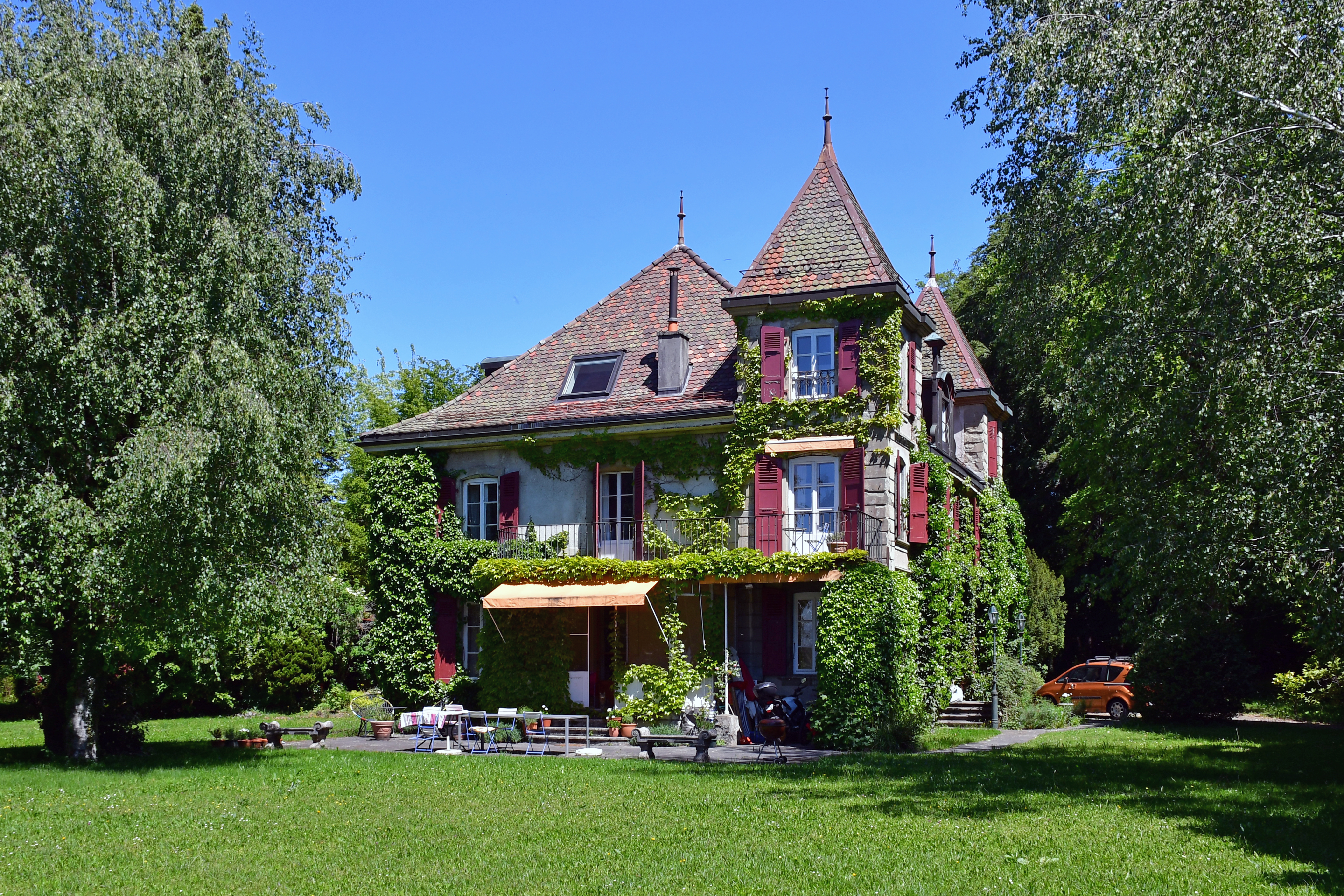
Le château de Vennes en 2020.

1947 marque un tournant dans l’histoire de la propriété, qui est alors acquise par la Société coopérative du château de Vennes. Tout le bas de la propriété, sur le flanc est, précédemment occupé par une splendide allée d’arbres conduisant au château, est dévolue à l’élargissement de la route cantonale, et surtout à la construction d’une série de villas particulières. Le château est alors très délabré. Il est même question de le démolir, mais Ernest Roetlisberger l’achète pour y installer une tannerie ; ce projet suscitant toutefois l’opposition des autorités, il vend en 1949 le château à Jeanne Michoud, qui procède aux réparations les plus urgentes et s’y installe pour douze ans.
En 1960, Marcelle Junod l’acquiert pour y ouvrir une pension pour jeunes gens et jeunes filles. Le château est heureusement sauvé, et enfin progressivement restauré dans les règles de l’art par les actuels propriétaires qui y résident depuis 2000.
Bâtiments classés en note 2 au recensement architectural, et sur la liste B des Biens culturels d'importance régionale. La façade principale, flanquée de deux avant-corps évoquant des tours latérales, s'inscrit dans une typologie archaïsante, mais alors répandue à Lausanne, que l'on trouve notamment aussi aux châteaux de Vidy , vers 1774 et de Béthusy (1774-1775).